# José Alberto Percudani
José Alberto Percudani (* 22. März 1965 in Bragado, Argentinien) ist ein ehemaliger argentinischer Fußballspieler.

## Fußballerkarriere
Zwischen 1982 und 1988 spielte er für CA Independiente und gewann mit der Mannschaft den Copa Libertadores sowie den Weltpokal 1984. Im Weltpokal-Finale erzielte er das einzige Tor gegen Liverpool FC und wurde auch als Mann des Spiels gewählt.
Im Jahre 1988 wurde er von Austria Wien als Ersatz für Toni Polster geholt. In der Saison 1988/89 erzielte er 23 Tore und wurde Dritter in der Torschützenliste. Da in Österreich nur vier ausländische Spieler im Kader sein durften und nur zwei ausländische Spieler gleichzeitig spielen konnte, verlor er später seinen Platz im Team von Austria Wien an Ralph Hasenhüttl. Percudani fand sich immer öfters im Unter-21-Team der Austria. Im Jänner 1990 wechselte er dann leihweise in die spanische 2. Liga zu Atlético Madrid.
Von Atlético Madrid wechselte er zu Universidad Católica in Chile, wo er das Siegestor für das Team im Copa-Chile-Finale 1991 erzielte. Von Januar bis Juni 1992 spielte er bei Club Atlético Peñarol in Uruguay, bevor er nach Argentinien zurückkehrte und für Estudiantes de La Plata, Almirante Brown und Club Atlético Talleres spielte.
Im Jahr 1987 wurde er in die Nationalmannschaft einberufen, um bei der Copa América für die argentinische Nationalmannschaft zu spielen, wobei er als Stürmer zusammen mit Diego Maradona und Claudio Caniggia spielte.

## Erfolge
CA Independiente
- Copa Libertadores: 1984
- Weltpokal: 1984

Universidad Católica
- Copa Chile: 1991